# Syrphophagus fuscipes
Syrphophagus fuscipes är en stekelart som först beskrevs av Johan Wilhelm Dalman 1820.  Syrphophagus fuscipes ingår i släktet Syrphophagus och familjen sköldlussteklar. Arten är reproducerande i Sverige. Inga underarter finns listade i Catalogue of Life.